# Dodge Daytona

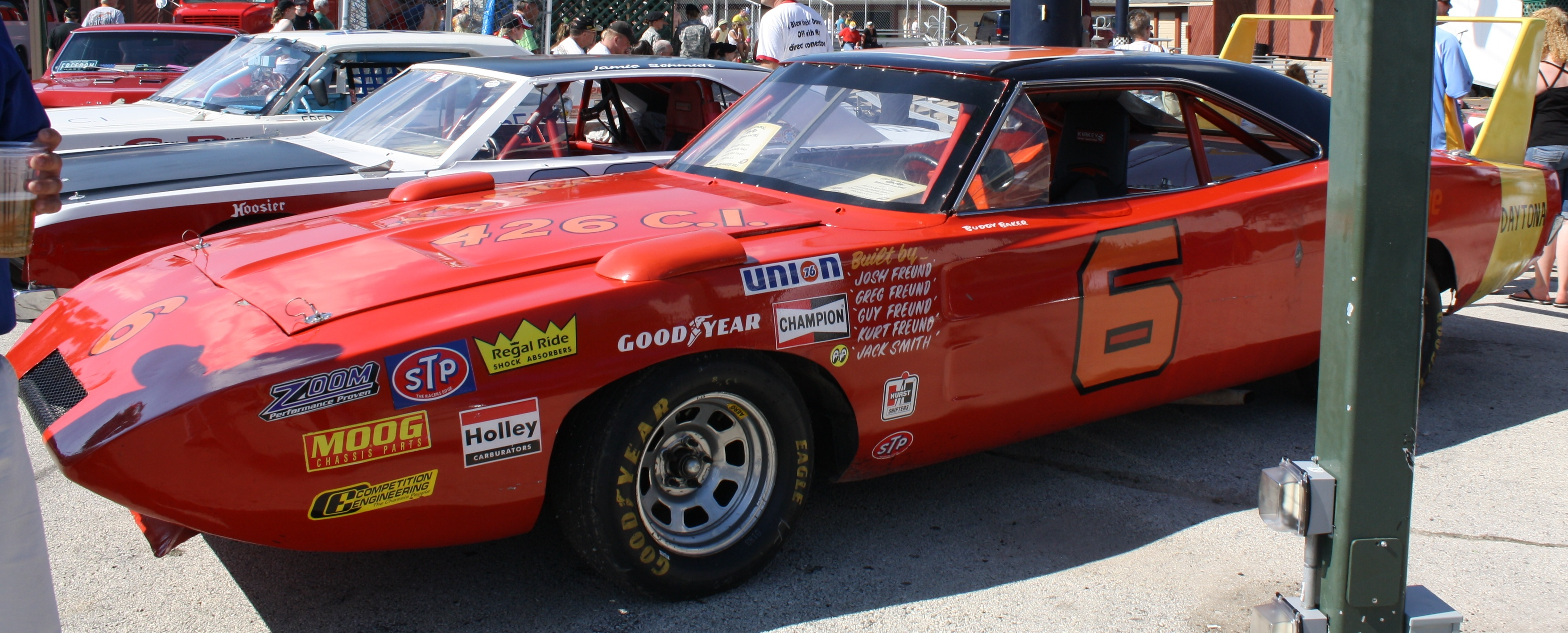
1969 Dodge Daytona

Dodge Daytona är två olika bilmodeller tillverkade av Dodge. Den första, vars fullständiga namn är Dodge Charger Daytona, tillverkades endast 1969 och tillhör de klassiska muskelbilarna. Den andra tillverkades åren 1984–1993.

## Historia

### 1984
Den framhjulsdrivna Daytona-modellen ersatte den Mitsubishi-baserade Dodge Challenger 1984. Motorn var en rak fyrcylindrig motor på 2,2 l. Den fanns i två utföranden, som sugmotor på 93 hk och med turbo på 142 hk. Under modellåret tillverkades Dodge Daytona i 49 347 exemplar.

### 1985
Ändringarna inför Daytonans andra tillverkningsår var små. Turbomotorns effekt höjdes till 146 hk. 47 519 exemplar tillverkades.

### 1986
1986 tillkom en ny motor på 2,5 l och 100 hk. Även ett nytt sportpaket för bättre vägegenskaper erbjöds köparna. Produktionen var under detta år 44 366 exemplar.

### 1987
En exteriör förändring var att Daytonan fick flipstrålkastare. 1987 kom även en starkare turbomotor på 174 hk.

### 1990
Från och med detta år kunde bilen beställas med V6-motor på 3,0 l. Krockkudde på förarplatsen blev standardutrustning.

### 1992
Bilen fick återigen en ansiktslyftning, som bland annat bestod i att flipstrålkastarna försvann. En ny version av turbomotorn på 2,2 l och 224 hk fanns också. Denna motor hade dubbla överliggande kamaxlar och ett topplock utvecklat av Lotus.

### 1993
Produktionen av Dodge Daytona upphörde den 2 mars.